# Marc Ryan
Marc James Ryan (* 14. Oktober 1982 in Timaru) ist ein ehemaliger neuseeländischer Bahn- und Straßenradrennfahrer.

## Sportliche Laufbahn
Auf der Bahn war Marc Ryan sehr erfolgreich in der Mannschaftsverfolgung. Mit der neuseeländischen Mannschaft gewann er 2003 seinen ersten Weltcup in Sydney. 2005 war er dort wieder erfolgreich, und er gewann in der Mannschaftsverfolgung den Lauf des Bahnrad-Weltcup 2004/05 in Manchester sowie die Ozeanienmeisterschaft. Ein Jahr später errang er bei den Commonwealth Games die Bronzemedaille.
2009 sowie 2011 wiederholte der neuseeländischen Bahn-Vierer mit Ryan seinen Erfolg bei den Ozeanienmeisterschaften. Bei der Bahn-Weltmeisterschaft 2012 in Melbourne konnte er zusammen mit seinen Teamkollegen den dritten Platz in der Mannschaftsverfolgung erringen. 2014 gewann Marc Ryan sowohl bei den Bahn-Weltmeisterschaften, als auch bei den Commonwealth Games Bronze in der Einer- und Mannschaftsverfolgung. Bei den Bahn-Weltmeisterschaften 2015 wurde er zwar nur im Vorlauf eingesetzt, gewann dadurch aber mit seinen Teamkollegen die Goldmedaille in der Mannschaftsverfolgung.
Bei Olympischen Spielen war Ryan ebenfalls erfolgreich: 2008 und 2012 errang er jeweils Bronze in der Mannschaftsverfolgung.
Auf der Straße gewann Marc Ryan 2005 eine Etappe bei der Tour of Southland. Ein Jahr später wurde er neuseeländischer Meister im Einzelzeitfahren und im Kriterium. 2007 gewann er jeweils eine Etappe bei der Tour of Wellington und der Tour of Southland, bei der er auch Gesamtzweiter wurde.
Im April 2016 erklärte Ryan seinen Rücktritt vom aktiven Radsport.

## Erfolge – Bahn
2003
- Bahnrad-Weltcup Sydney – Mannschaftsverfolgung

2005
- Bahnrad-Weltcup Sydney – Mannschaftsverfolgung
- Ozeanienmeister – Mannschaftsverfolgung
- Bahnrad-Weltcup Manchester – Mannschaftsverfolgung

2006
- Commonwealth Games – Mannschaftsverfolgung (mit Hayden Godfrey, Timothy Gudsell und Peter Latham)
- Neuseeländischer Meister – Mannschaftsverfolgung
- Neuseeländischer Meister – Madison

2008
- Olympische Spiele – Mannschaftsverfolgung (mit Sam Bewley, Hayden Roulston, Jesse Sergent und Westley Gough)

2009
- Ozeanienmeister – Mannschaftsverfolgung (mit Sam Bewley, Westley Gough und Peter Latham)

2010
- Commonwealth Games – Mannschaftsverfolgung (mit Sam Bewley, Westley Gough und Jesse Sergent)
- Weltcup Cali – Mannschaftsverfolgung (mit Sam Bewley, Westley Gough und Jesse Sergent)

2011
- Ozeanienmeister – Mannschaftsverfolgung (mit Sam Bewley, Aaron Gate und Jesse Sergent)
- Weltcup Cali – Mannschaftsverfolgung (mit Sam Bewley, Aaron Gate und Jesse Sergent)

2012
- Olympische Spiele – Mannschaftsverfolgung (mit Sam Bewley, Aaron Gate, Jesse Sergent und Westley Gough)
- Bahn-Weltmeisterschaften – Mannschaftsverfolgung (mit Aaron Gate, Sam Bewley und Westley Gough)

2013
- Neuseeländischer Meister – Mannschaftsverfolgung (mit Shane Archbold, Dylan Kennett und Andy Van der Heyden)

2014
- Bahn-Weltmeisterschaften – Einerverfolgung
- Bahn-Weltmeisterschaften – Mannschaftsverfolgung (mit Aaron Gate, Pieter Bulling und Dylan Kennett)
- Commonwealth Games – Einerverfolgung
- Commonwealth Games – Mannschaftsverfolgung (mit Pieter Bulling, Dylan Kennett, Aaron Gate und Shane Archbold)

2015
- Weltmeister – Mannschaftsverfolgung (mit Pieter Bulling, Alex Frame, Regan Gough und Dylan Kennett)

## Erfolge – Straße
2005
- eine Etappe Tour of Southland

2006
- Neuseeländischer Meister – Einzelzeitfahren
- Neuseeländischer Meister – Kriterium

2007
- eine Etappe Tour of Wellington
- eine Etappe Tour of Southland

2008
- Mannschaftszeitfahren Tour of Southland

2009
- Mannschaftszeitfahren Tour of Southland

## Teams
- 2011 Marco Polo Cycling Team
- 2012 Marco Polo Cycling Donckers Koffie
- 2014 Scotty Browns-Vision Systems (bis 30. April)
- 2014 Cibel (von 1. Mai bis 1. Juli)